# Nihal (astronomia)
Nihal (Beta Lep, β Leporis, β Lep) è una stella della costellazione della Lepre di magnitudine apparente +2,84. Dista 160 anni luce dal sistema solare. Il suo nome proviene dall'arabo An-Nihal, che significa "i cammelli saziando la loro sete".

## Osservazione
Si tratta di una stella situata nell'emisfero celeste australe; grazie alla sua posizione non fortemente australe, può essere osservata dalla gran parte delle regioni della Terra, sebbene gli osservatori dell'emisfero sud siano più avvantaggiati. Nei pressi dell'Antartide appare circumpolare, mentre resta sempre invisibile solo in prossimità del circolo polare artico. La sua magnitudine pari a 2,84 le consente di essere scorta con facilità anche dalle aree urbane di moderate dimensioni.

## Caratteristiche fisiche
Beta Leporis è una gigante brillante gialla di tipo spettrale G5II; è 165 volte più luminosa del Sole e si stima abbia un'età di 240 milioni di anni. Attualmente si trova in rapida evoluzione con all'interno un nucleo inerte di elio, e in meno di un milione di anni aumenterà la sua luminosità quando inizierà a convertire l'elio in carbonio e ossigeno tramite il processo tre alfa. Ha una massa 3,5 volte quella del Sole ed un raggio 16 volte superiore.
Nihal è anche una stella binaria, ha infatti una debole compagna che brilla di magnitudine dalla 7 alla 11, e pare essere una sospetta variabile, catalogata come NSV 2008.